# تار (فیلم)
تار (انگلیسی: Tár) فیلمِ درام روان‌شناختی به نویسندگی و کارگردانی تاد فیلد است که در ۲۰۲۲ منتشر شد. این فیلم زندگی و زوال رهبر ارکستر پرآوازه به‌نام لیدیا تار (با نقش‌آفرینی کیت بلانشت) را روایت می‌کند که به رفتار ناشایستی متهم شده‌است. نوئمی مرلان، نینا هوس، سوفی کائور، جولیان گلاور، آلن کوردانر و مارک استرانگ در نقش‌های مکمل حضور دارند. این فیلم نخستین ساختهٔ فیلد از زمان بچه‌های کوچک با بازی کیت وینسلت است که در ۲۰۰۶ منتشر شد.
تار در ۱ سپتامبر ۲۰۲۲ برای نخستین بار در هفتاد و نهمین دوره جشنواره بین‌المللی فیلم ونیز به نمایش درآمد و بلانشت در آن‌جا جام ولپی بهترین بازیگر زن را دریافت کرد. این فیلم در ۷ اکتبر در سینماهای منتخب ایالات متحده به‌وسیلهٔ فوکس فیچرز اکران شد. تار با نقدهای مثبتی از سوی منتقدان همراه بود و در زمینهٔ کارگردانی، فیلم‌نامه و نقش‌آفرینی بلانشت ستایش شد. این فیلم از سوی انستیتوی فیلم آمریکا به‌عنوان یکی از بهترین فیلم‌های ۲۰۲۲ نام گرفت. این فیلم در مراسم گلدن گلوب نامزد دریافت جوایز بهترین فیلم – درام و بهترین فیلم‌نامه شد که بلانشت جایزهٔ بهترین بازیگر زن را کسب کرد. تار در جوایز اسکار نیز نامزد دریافت شش جایزه شد.

## داستان
لیدیا تار اولین رهبر زن فیلارمونیک برلین است. او به فرانچسکا، دستیار شخصی‌اش، و شارون، همسر و کنسرت‌مسترش وابسته است. او در مصاحبه‌ای با آدام گوپنیک در جشنواره نیویورکر، از ضبط اجرای بعدی خود و انتشار کتاب Tár on Tár (تار به روایت تار) خبر می‌دهد. لیدیا تار با الیوت کاپلان، یک سرمایه‌گذار و رهبر ارکستر آماتور که بنیاد آکاردئون را با همکاری لیدیا برای حمایت از رهبران زن پایه‌گذاری کرده‌است، ملاقات می‌کند. آن‌ها دربارهٔ شیوهٔ جایگزینی سباستین، دستیار رهبر لیدیا، و پر کردن یک موقعیت خالی ویولن سل در ارکستر برلین بحث می‌کنند.
لیدیا یک کلاس در مدرسه جولیارد برگزار می‌کند. او دانش‌آموزی را به خاطر نادیده‌گرفتنِ آهنگسازان مرد سفیدپوست مانند باخ به چالش می‌کشد و دانش آموزان را تشویق می‌کند تا بر روی موسیقی فارغ از نقش جنسیتی آن‌ها تمرکز کنند. او قبل از بازگشت به برلین، اولین نسخه از رمان چالش ویتا ساکویل-وست را از کریستا تیلور، یکی از دوستان سابقش دریافت می‌کند. لیدیا صفحه عنوان را که کریستا نقاشی کرده‌است را پاره می‌کند و آن کتاب را دور می‌اندازد.
لیدیا قبل از برگزاری امتحان برای انتخاب جایگاه ویولن سل، نامزد روسی، اولگا متکینا را در حمام می‌بیند. لیدیا تلاش می‌کند تا اولگا در ارکستر جایگاهی پیدا کند و به او موقعیت تک‌نوازی در قطعه همراه، کنسرتو ویولنسل ادوارد الگار را اعطا می‌کند. در حالی که لیدیا برای ضبط آماده می‌شود، روابط او با فرانچسکا و شارون نیز تیره می‌شود، زیرا آن‌ها متوجه می‌شوند لیدیا به اولگا گرایش دارد.
کریستا پس از ارسال ایمیل‌های ناامیدکننده به فرانچسکا، خود را می‌کشد. لیدیا به فرانچسکا دستور می‌دهد تا ایمیل‌های مربوط به کریستا را حذف کند و یک وکیل اختیار کند، چرا که والدین کریستا قصد شکایت دارند. لیدیا، سباستین را از جایگزینی‌اش مطلع می‌کند. او با عصبانیت نشان می‌دهد که ارکستر از طرفداری او آگاه است و نشان می‌دهد که رفتاری توهین‌آمیز دارد. او حدس می‌زند که فرانچسکا جایگزین او می‌شود، که به معنای تبادل لطف جنسی است. اما لیدیا قصد دارد نامزد دیگری را جایگزین سباستین کند.
لیدیا در شبانه‌روز از چیزهای مختلف ذهنی رنج می‌برد؛ همچون صدای زنانی که در دوردست جیغ می‌کشند، کابوس‌ها، دردهای مزمن، حساسیت فزاینده به صدا، و خط‌نوشته‌های مرموز شبیه آنچه کریستا زمانی ساخته بود. او در حالی که سعی می‌کند یک آهنگسازی را کامل کند، از صدای دستگاه پزشکی همسایه‌ای که مادرش در حال مرگ است، آشفته می‌شود.
یک ویدیوی تقطیع‌شده از کلاس آموزشی لیدیا در فضای مجازی منتشر می‌شود و مقاله‌ای که او را به آزار جنسی متهم می‌کند در نیویورک‌پست منتشر می‌شود. لیدیا، همراه با اولگا، به شهر نیویورک بازمی‌گردد تا در جلسه ای برای شکایت والدین کریستا شرکت کند و در عین حال کتابش را نیز تبلیغ کند. آن‌ها با معترضانی روبرو می‌شوند. در حین ورود، معترضان از لیدیا در مورد ایمیل‌های مجرمانه بین فرانچسکا و کریستا سؤال می‌کنند.
در برلین، لیدیا به دلیل بحث و جدل به عنوان رهبر ارکستر حذف می‌شود. شارون که از این اتهامات و عدم ارتباط لیدیا خشمگین است، لیدیا را از دیدن دخترشان پترا منع می‌کند. لیدیا به استودیوی قدیمی خود بازمی‌گردد و به‌طور فزاینده ای افسرده و آشفته می‌شود. او مخفیانه وارد جلسه ضبط زنده برنامه پنجم مالر می‌شود و به جایگزین خود، الیوت حمله می‌کند. او سپس به خانه دوران کودکی خود در استاتن آیلند بازمی‌گردد. او با گریه نوار قدیمی کنسرت‌های جوانان را تماشا می‌کند که در آن لئونارد برنشتاین در مورد معنای موسیقی صحبت می‌کند. در این لحظه برادرش تونی از راه می‌رسد و او را به خاطر فراموش‌کردن ریشه‌هایش نصیحت می‌کند.
مدتی بعد، لیدیا یک موقعیت کاری برای رهبری ارکستر در آسیا پیدا می‌کند. او در مدت فعالیت خود از دربان هتل می‌خواهد که یک سالن ماساژ به او معرفی کنند. دربان او را به فاحشه‌خانه‌ای منتقل می‌کند که در آن‌جا زنان جوان زیادی نشسته‌اند. پس از این‌که یکی از آن زنان به لیدیا خیره می‌شود، لیدیا با عجله بیرون می‌رود تا استفراغ کند. در پایان لیدیا با ارکستر جدید خود، موسیقی سری بازی‌های ویدیویی مانستر هانتر را در مقابل مخاطبان کازپلی رهبری می‌کند.

## بازیگران

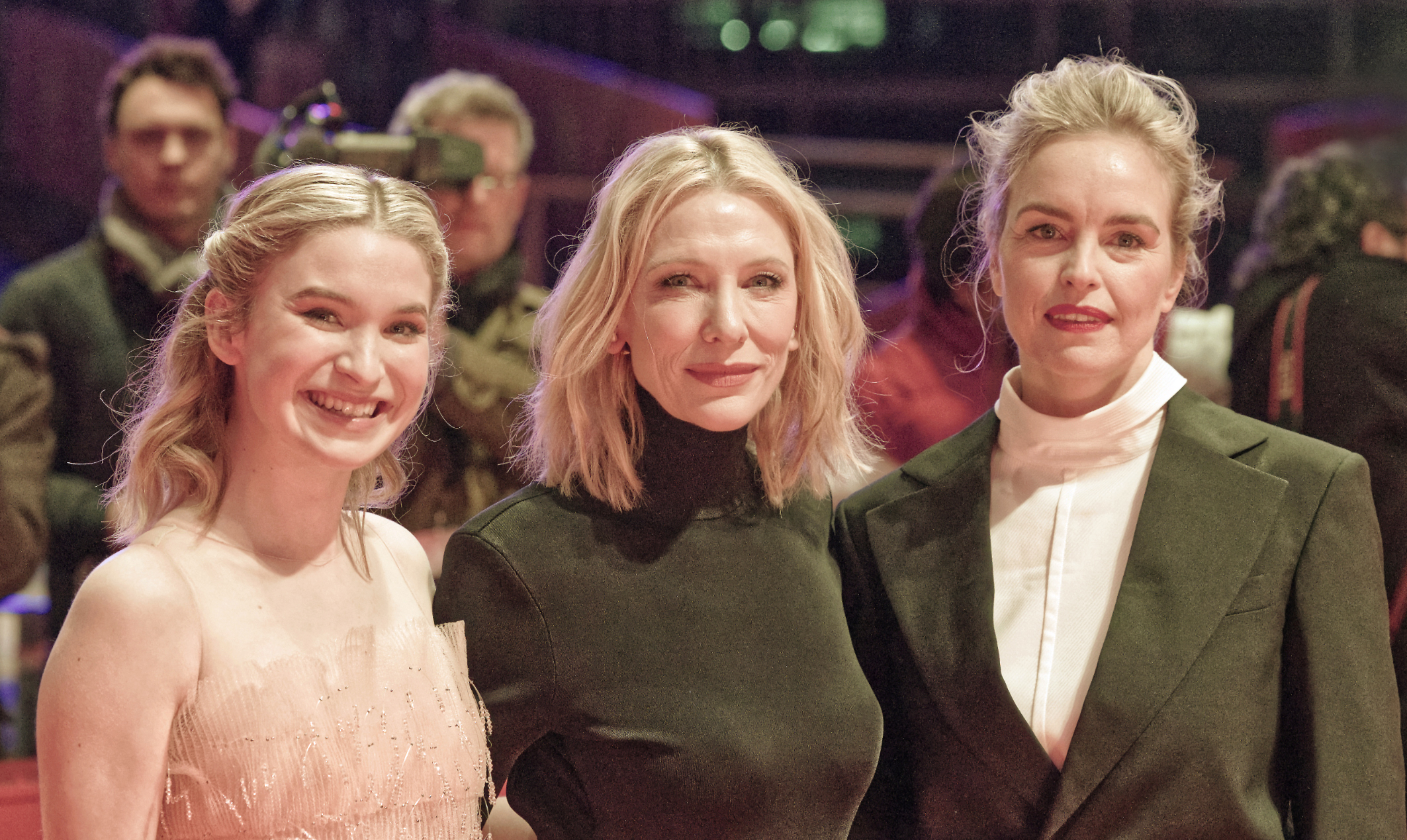
سوفی کاور، کیت بلانشت، نینا هاس در جشنواره فیلم برلیناله (۲۰۲۳)

- کیت بلانشت در نقش لیدیا تار
- نینا هوس
- نوئمی مرلان
- مارک استرانگ
- سوفی کائور
- جولیان گلاور
- آلن کوردانر
- سیلویا فلوت

## تولید
در آوریل ۲۰۲۱ اعلام شد که کیت بلانشت قرار است در این فیلم که نویسنده و کارگردان آن تاد فیلد است، ایفای نقش کند. در ماه سپتامبر، نینا هوس و نوئمی مرلان به گروه بازیگران اضافه شدند و هیلدور گودنادوتیر به عنوان آهنگساز فیلم انتخاب شد.
فیلم‌برداری در اوت ۲۰۲۱ در برلین آغاز شد. مارک استرانگ در مصاحبه‌ای که در ماه اکتبر با گاردین انجام داد اعلام کرد که فیلم‌برداری صحنه‌های این فیلم را به پایان رسانده‌است. در ماه نوامبر، گزارش شد که سوفی کائور، جولیان گلاور، آلن کوردانر و سیلویا فلوت به بازیگران پیوستند.

## انتشار
این فیلم در ۷ اکتبر ۲۰۲۲ توسط فوکس فیچرز در ایالات متحده اکران شد. همچنین از جمله فیلم‌هایی است که برای اولین بار در جشنواره ونیز ۲۰۲۲ نمایش داده می‌شود.

## موسیقی
یک آلبوم مفهومی در ۲۱ اکتبر ۲۰۲۲ منتشر شد که شامل موسیقی گوانادوتیر با ارکستر معاصر لندن به رهبری رابرت ایمز و همچنین تمرین سمفونی شماره ۴ گوستاو مالر به رهبری فیلارمونیک درسدن است. سوفی کاوئر نوازنده ویولن سل نیز در این آلبوم با نواختن کنسرتو ویولن سل الگار با حمایت ارکستر سمفونیک لندن به رهبری ناتالی موری بیل شنیده می‌شود. برای هفته منتهی به ۵ نوامبر ۲۰۲۲، آلبوم مفهومی Tár در صدر فروش مجله بیلبورد قرار گرفت، پیش از آلبوم‌های فیلارمونیک واقعی برلین.

## بازخورد
تار با تحسین گستردهٔ منتقدان مواجه شد و نقش‌آفرینی بلانشت و کارگردانی فیلد را ستایش کردند. افتتاحیهٔ این فیلم در جشنوارهٔ فیلم ونیز با تشویق شش دقیقه‌ای تماشاگران مواجه شد. در وبگاه جمع‌آوری نقد راتن تومیتوز، ٪۹۰ از ۳۳۴ بررسی منتقدان مثبت است و میانگینِ امتیاز آن ۸٫۳/۱۰ است. اجماع این وبگاه چنین می‌نویسد: «تار با رهبری و اجرای بی‌نقص کیت بلانشت، به طرز درخشانی روی جنبه‌های ناهماهنگ قدرت برافراشته از شهرت تمرکز می‌کند.» این فیلم در متاکریتیک که از میانگین وزنی استفاده می‌کند، بر اساس نظر ۵۹ منتقدین امتیاز ۹۲ از ۱۰۰ را کسب کرده که نشان‌گر «تحسین همگانی» است.

## جوایز و نامزدی‌ها
| جشنواره           | تاریخ مراسم     | جایزه                     | دریافت‌کننده | نتیجه    | منبع   |
| ----------------- | --------------- | ------------------------- | ----------- | -------- | ------ |
| جشنواره فیلم ونیز | ۱۰ سپتامبر ۲۰۲۲ | شیر طلایی                 | تاد فیلد    | نامزدشده | [ ۱۹ ] |
| جشنواره فیلم ونیز | ۱۰ سپتامبر ۲۰۲۲ | جام ولپی بهترین بازیگر زن | کیت بلانشت  | برنده    | [ ۱۹ ] |
| جشنواره فیلم ونیز | ۱۰ سپتامبر ۲۰۲۲ | شیر دگرباشی               | تاد فیلد    | نامزدشده | [ ۲۰ ] |